# آرم اند همر
آرم اند همر (انگلیسی: Arm & Hammer) نام تجاری محصولات مصرفی مبتنی بر جوش شیرین است که توسط چرچ اند دوایت، یک تولیدکننده بزرگ آمریکایی محصولات خانگی به بازار عرضه می‌شود. نشان‌واره این برند نماد باستانی یک بازوی عضلانی را نشان می‌دهد که چکشی را در داخل دایره ای قرمز رنگ با نام و شعار تجاری در دست گرفته است. این شرکت که در ابتدا فقط با جوش شیرین مرتبط بود، در دهه ۱۹۷۰ با استفاده از جوش شیرین به عنوان یک ماده خوشبو کننده، شروع به گسترش نام تجاری به سایر محصولات کرد. محصولات جدید شامل خمیر دندان، پودر لباسشویی، دئودورانت زیر بغل و جعبه خاک گربه بود.